# Naučení
Naučení je pojem používaný ve středověkém a raně novověkém městském právu. Soudy méně významných měst si při řešení obtížných případů vyžadovaly od soudů měst významnějších naučení jako jakýsi rozbor či návod. Soudy měst, ke kterým se obracely pro naučení, byly nazývány jako tzv. vrchní práva. 
V českých zemích se v této oblasti projevovaly vlivy dvou oblastí městského práva – oblast práva magdeburského (severoněmecký právní okruh) a norimberského (jihoněmecký právní okruh). U severoněmeckého okruhu byly vrchními právy především Litoměřice, Olomouc a Opava, v jihoněmeckém Cheb, Staré Město pražské, Jihlava a Brno. Kromě toho ale bylo možné až do roku 1387 brát naučení i v Magdeburku či Norimberku, kdy byla tato možnost Václavem IV. zakázána a byla k tomu stanovena jen domácí města. V oblasti magdeburského práva byly takovým vrchním právem určeny Litoměřice pro Čechy a Olomouc pro Moravu, v oblasti práva norimberského to bylo Staré Město pražské a na Moravě Brno. Právo staroměstské se dále vyvíjelo v již čistě české městské právo, proto také posloužilo jako podklad pro Koldínovu kodifikaci městského práva.